# James M. Brown
James M. Brown (* 9. Dezember 1941 in Saint Paul, Minnesota; † 8. September 2023 in San José, Costa Rica) war ein US-amerikanischer Jurist und Politiker.

## Werdegang
Die Kindheit von James M. Brown war vom Zweiten Weltkrieg überschattet. Über seine Jugendjahre ist nichts bekannt. Er besuchte die American University in Washington, D.C. Danach ging er auf die Willamette University in Salem (Oregon), wo er 1964 mit einem Bachelor of Arts (magna cum laude) abschloss. Er entschied sich eine juristische Laufbahn einzuschlagen. Dafür ging er auf die Law School der Yale University, die er 1967 mit seinen Bachelor of Laws abschloss. Seine Zulassung als Anwalt in Oregon erhielt er 1967. Darauf folgten Zulassungen als Anwalt am Obersten Gerichtshof der Vereinigten Staaten (1979), am United States District Court for the District of Oregon (1980) und am United States Court of Appeals for the Ninth Circuit (1982). Brown war 1967 und 1970 als Referendar (Law Clerk) am Oregon Supreme Court tätig. Von 1970 bis 1972 war er Deputy District Attorney und von 1972 bis 1977 District Attorney im Benton County (Oregon). Danach ging er von 1977 bis 1979 einer Beschäftigung als Rechtsberater (Legal Counsel) von Gouverneur von Oregon Robert W. Straub nach. Brown war von 1979 bis 1980 Assistant Attorney General und von 1980 bis 1981 Attorney General von Oregon. Von 1996 bis 1997 sowie 2000 saß er im Local Professional Responsibility Committee und von 2000 bis 2003 im Board of Governors. Brown war von 2002 bis 2003 Präsident im Board of Directors am Willamette Valley American Inn of Court und von 2001 bis 2006 Mitglied in der Public Defense Services Commission. Sein Tätigkeitsfeld umfasste Strafrecht und Berufungen, Handelsrecht, Arbeitsrecht, Wettbewerbsrecht, Rechtsstreitigkeiten, Verwaltungsrecht, öffentliches Recht, Schlichtungen und Mediation.